# Cité Soleil
Cité Soleil, in creolo haitiano Site Soley, è un comune di Haiti facente parte dell'arrondissement di Port-au-Prince nel dipartimento dell'Ovest.